# Austrosticta frater
Austrosticta frater là loài chuồn chuồn trong họ Isostictidae. Loài này được Theischinger miêu tả khoa học đầu tiên năm 1997.